# Langadi
Langadi (en népalais : लंगडी) est un comité de développement villageois du Népal situé dans le district de Parsa. Au recensement de 2011, il comptait 3 421 habitants.